# Oktoberfest! Da kann man fest…
Oktoberfest! Da kann man fest… (auch bekannt als Komm, zieh dein Hoserl aus) ist ein deutscher Erotikfilm aus dem Jahr 1974.

## Handlung
Es ist Oktoberfest-Zeit, und die drei verheirateten Freunde Franzl, Gino und Georg (Schorsch) gehen gemeinsam auf die Pirsch nach jungen Damen. Ihre Ehefrauen lassen sie mit der Erklärung zurück, sich an einem Kegelwettbewerb in Rosenheim zu beteiligen. Aber dann tauchen ihre misstrauischen Ehefrauen Liesl, Doris und Gretl auf, um dem Treiben der Herren ein Ende zu bereiten.

## Produktionsnotizen
Die Synchronstimme des Italieners Gino stammt von Tobias Lelle.

## Indizierung
Die Bundesprüfstelle für jugendgefährdende Schriften indizierte die Videokassette unter Hinweis auf den in „epischer Breite“ präsentierten Geschlechtsverkehr. Im August 2004 wurde die Indizierung vorzeitig aufgehoben.

## Kritik
„Zwei Bayern und ein Italiener begeben sich beim Münchner Oktoberfest auf Hasenjagd, bis sie von ihren Frauen wieder eingefangen werden. Sexfilm auf Stammtischniveau.“